# Raymond Wolansky
Raymond Wolansky (* 15. Februar 1926 in Cleveland, Ohio; † 1. Dezember  1998 in Leonberg) war ein US-amerikanischer Opernsänger (Bariton).

## Leben
Wolansky wurde 1926 in den USA als Sohn ukrainischer Einwanderer geboren. In Cleveland und Boston wurde er zum Sänger ausgebildet. Von 1948 bis 1950 sang er bei der New England Opera Company. Um Ensemble-Erfahrung zu gewinnen, ging er dann – wie damals viele junge amerikanische Sänger – nach Europa.
Sein erstes Engagement hatte er dort 1954 in Luzern. Zwei Jahre später wechselte er nach Graz. Er spezialisierte sich auf italienisches Repertoire. Nachdem Wolansky 1958 in Stuttgart ein Gastspiel gab, bekam er dort ab der Spielzeit 1958/59 ein festes Engagement. Am Opernhaus der Staatstheater Stuttgart spielte und sang er viele Rollen. Daneben wurde er als Gastsänger an vielen großen Opernhäusern in Europa und später auch in Übersee, vor allem in Chicago und San Francisco sowie am Teatro Colón in Buenos Aires engagiert. Bevorzugt wurde er in Belcanto-Rollen besetzt. Er hatte Auftritte bei den Festivals in Glyndebourne, Edinburgh und Schwetzingen. U. a. trat er zusammen mit Joan Sutherland, Beverly Sills, Leontyne Price, Inge Borkh, Shirley Verrett, Alfredo Kraus, Nicolai Gedda, Sándor Kónya, Luciano Pavarotti, Plácido Domingo, Nicolai Ghiaurov und Martti Talvela auf.
Von 1970 bis zu seinem Tod lebte Wolansky in Leonberg-Warmbronn.

## Auszeichnungen
- 1979: Verdienstmedaille des Landes Baden-Württemberg